# Fürstenstein
Fürstenstein è un comune tedesco di 3 464 abitanti, situato nel land della Baviera.